# Golfo de Salerno

El golfo de Salerno (del italiano: Golfo di Salerno) es una ancha ensenada del mar Tirreno en la costa septentrional de la provincia de Salerno, Italia. 
Está cerrado, al norte, por la costa Amalfitana, que termina en punta Campanella; al este, por la llanura del Sele; y, al sur, por la costa Cilentana hasta punta Licosa.
La distancia que separa punta Campanella de punta Licosa es de unos 61 km (33 mn). La superficie del mar que hay dentro de la línea imaginaria que une ambos cabos y la costa es de unos 2450 km². 
Al norte, la costa Amalfitana, es alta y rocosa debido a las pendientes de los montes Lattari, que caen a pico sobre el mar. Al este, el litoral de la llanura del Sele (o llanura de Paestum), en cambio, es bajo y arenoso y en parte está cubierta de pinares. Por último, al sur el breve segmento de la costa cilentana sobre el golfo vuelve a ser alto y rocoso.
En el golfo desembocan los ríos Sele-Tanagro (138 km), Irno (11 km), Picentino y Tusciano (37 km).
Tienen frente al golfo los siguientes municipios:

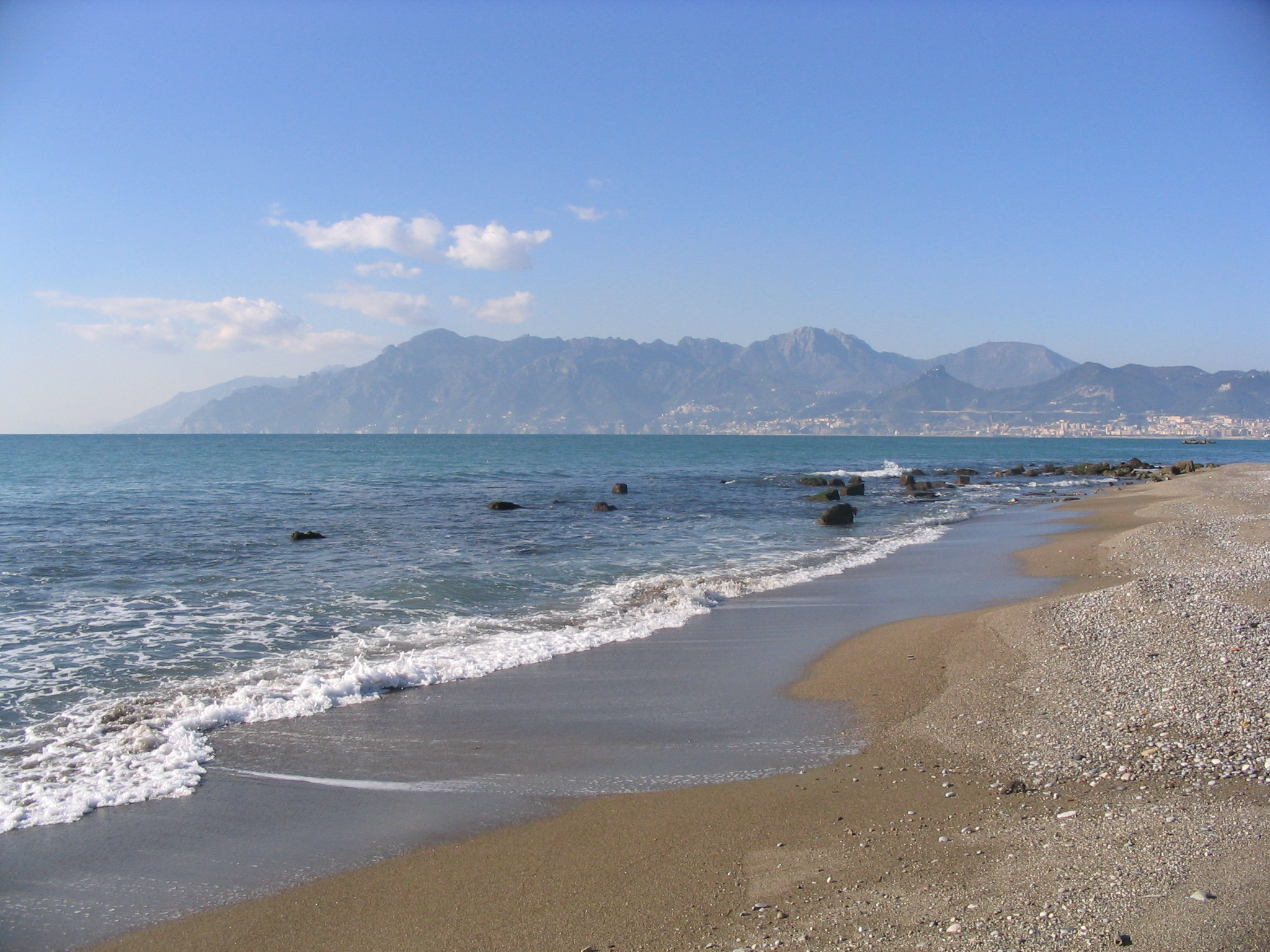
El golfo de Salerno visto desde la llanura del Sele, al fondo los montes Lattari.

- Costa amalfitana
  - Positano
  - Praiano
  - Conca dei Marini
  - Amalfi
  - Minori
  - Maiori
  - Cetara
  - Vietri sul Mare
- Salerno
- Llanura del Sele
  - Pontecagnano Faiano
  - Battipaglia
  - Éboli
  - Capaccio-Paestum
- Costa cilentana
  - Agropoli
  - Castellabate